# Bourguignon-lès-Morey
Bourguignon-lès-Morey ist eine Gemeinde im französischen Département Haute-Saône in der Region Bourgogne-Franche-Comté.

## Geographie
Bourguignon-lès-Morey liegt auf einer Höhe von 302 m über dem Meeresspiegel, 14 Kilometer westlich von Combeaufontaine und etwa 35 Kilometer westnordwestlich der Stadt Vesoul (Luftlinie). Das Dorf erstreckt sich im Westen des Départements, in der gewellten Landschaft am Südostrand des Plateaus von Langres, an leicht erhöhter Lage am östlichen Talhang der Rigotte, am Westfuß der Montagne de la Roche.
Die Fläche des 9,84 km² großen Gemeindegebiets umfasst einen Abschnitt im Bereich des Plateaus nordwestlich des Saônetals. Von Nordosten nach Südwesten wird das Gebiet vom Tal der Rigotte durchquert, die für die Entwässerung zur Saône sorgt. Die Talaue liegt durchschnittlich auf 250 m und weist eine Breite von maximal einem Kilometer auf. Flankiert wird das Tal auf seiner Nordwestseite von den Höhen des Plateaus von Langres (Popo, 326 m; Châtoillon, 322 m). Nach Osten und Süden leitet ein bis zu 150 m hoher, bewaldeter Steilhang (Bois de Bourguignon) auf den Höhenrücken der Montagne de la Roche und des nördlich angrenzenden Pain de Beurre über. Auf dem Point de Vue wird mit 447 m die höchste Erhebung von Bourguignon-lès-Morey erreicht. In geologischer Hinsicht besteht der Untergrund aus Sedimentschichten der Lias (unterer Jura), während die Montagne de la Roche überwiegend aus Kalkstein des mittleren Jura aufgebaut ist.
Nachbargemeinden von Bourguignon-lès-Morey sind Pressigny und Charmes-Saint-Valbert im Norden, La Roche-Morey im Osten, Fouvent-Saint-Andoche im Süden sowie Farincourt und Voncourt im Westen.

## Geschichte
Das Gebiet von Bourguignon war bereits in prähistorischer Zeit besiedelt. Als frühestes Zeugnis der Anwesenheit des Menschen ist eine neolithische Wallanlage erhalten. Auch zur gallorömischen Zeit befand sich hier ein Siedlungsplatz. Im Mittelalter gehörte Bourguignon zur Freigrafschaft Burgund und darin zum Gebiet des Bailliage d’Amont. Das Gebiet war Teil der Herrschaft Morey die zunächst der Familie Vergy, seit dem 14. Jahrhundert den Montfaucon und seit dem 16. Jahrhundert den Rye gehörte. Als Grenzort hatte Bourguignon während der Kriege im 16. und 17. Jahrhundert stark zu leiden. Zusammen mit der Franche-Comté gelangte das Dorf mit dem Frieden von Nimwegen 1678 definitiv an Frankreich. Heute ist Bourguignon-lès-Morey Mitglied des 10 Ortschaften umfassenden Gemeindeverbandes Communauté de communes des Belles Fontaines.

## Sehenswürdigkeiten

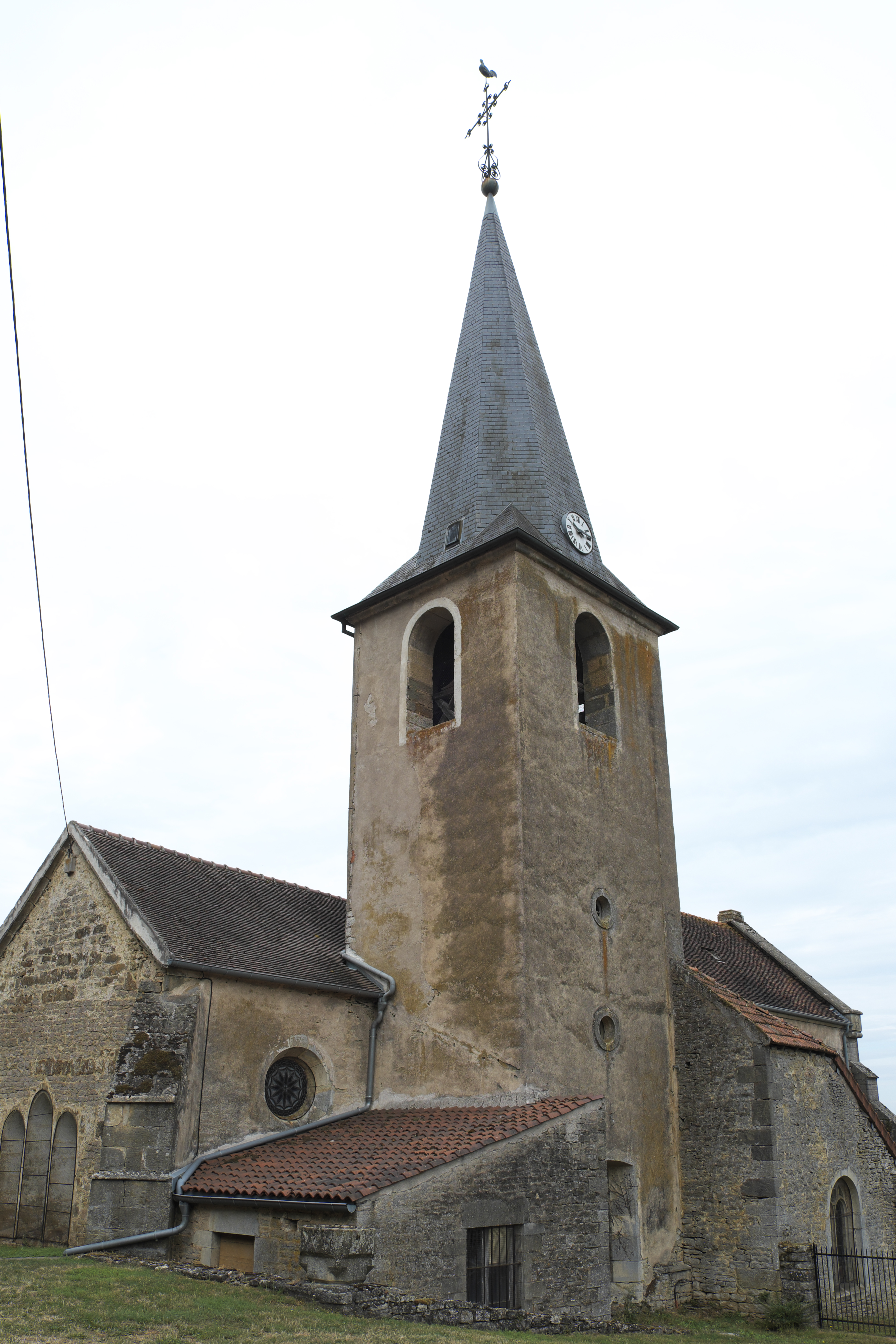
Kirche Saint-Martin

Die Kirche St-Martin wurde im 19. Jahrhundert im Stil der Neugotik erbaut. Teile des Vorgängerbaus, insbesondere der gotische Chorraum und die Seitenkapellen aus dem 16. Jahrhundert, wurden in den Neubau integriert. Die Kirche beherbergt eine Statue der heiligen Anna aus dem 15. Jahrhundert.
Im Ortskern sind zahlreiche Häuser erhalten, die den traditionellen Stil der Haute-Saône zeigen. Im Maison du Patrimoine befindet sich ein archäologisches Museum (nur im Juli und August geöffnet). Ein Turm zeugt vom ehemaligen Herrschaftssitz.

## Bevölkerung
| Jahr                       | 1962 | 1968 | 1975 | 1982 | 1990 | 1999 | 2006 |
| Einwohner                  | 152  | 151  | 146  | 120  | 71   | 54   | 48   |
| Quellen: Cassini und INSEE |      |      |      |      |      |      |      |

Mit 45 Einwohnern (1. Januar 2022) gehört Bourguignon-lès-Morey zu den kleinsten Gemeinden des Département Haute-Saône. Während des gesamten 20. Jahrhunderts wurde ein deutlicher Bevölkerungsrückgang verzeichnet (1891 wurden noch 314 Personen gezählt).

## Wirtschaft und Infrastruktur
Bourguignon-lès-Morey ist noch heute ein vorwiegend durch die Landwirtschaft (Ackerbau, Weinbau, Obstbau und Viehzucht) geprägtes Dorf. Außerhalb des primären Sektors gibt es nur wenige Arbeitsplätze im Ort. Einige Erwerbstätige sind auch Wegpendler, die in den größeren Ortschaften der Umgebung ihrer Arbeit nachgehen.
Die Ortschaft liegt abseits der größeren Durchgangsachsen an einer Departementsstraße, die von Pierrecourt nach Malvillers führt. Weitere Straßenverbindungen bestehen mit Morey und Pressigny.